# Мёрдок, Руперт
Кит Ру́перт Мёрдок (англ. Keith Rupert Murdoch; 11 марта 1931, Мельбурн, Австралия) — австралийский и американский предприниматель, медиамагнат, основатель медиахолдингов News Corporation и 21st Century Fox.
В 1952 году Мёрдок унаследовал от отца небольшую газету The News, издававшуюся в Аделаиде. В 1950-е и 1960-е годы он приобрёл ряд газет в Австралии и Новой Зеландии, а в 1969 году стал владельцем британских таблоидов News of the World и The Sun. В 1974 году Мёрдок переехал в Нью-Йорк, чтобы выйти на рынок США. В 1981 году он купил лондонскую газету «Таймс». В 1985 году Мёрдок отказался от своего австралийского гражданства в пользу гражданства США, чтобы иметь право приобретать американские телеканалы.
В 1986 году, стремясь внедрить новые электронные издательские технологии, Мёрдок консолидировал свои британские типографии в Лондоне, что вызвало ожесточенные трудовые споры. Его холдинговая компания News Corporation приобрела киностудию 20th Century Fox (1985), издательство HarperCollins (1989) и газету The Wall Street Journal (2007). В 1990 году Мёрдок основал британскую телекомпанию BSkyB и в течение 1990-х расширил свой вещательный бизнес на Азию и Южную Америку. К 2000 году News Corporation владела более чем 800 компаниями в более чем 50 странах с чистой стоимостью более 5 миллиардов долларов.
В июле 2011 года Мёрдок столкнулся с обвинениями в том, что сотрудники его компаний регулярно прослушивают телефоны знаменитостей, членов королевской семьи и рядовых граждан. Британское правительство и ФБР вели в его отношении расследование по обвинению в коррупции и взяточничестве. 21 июля 2012 года Мёрдок ушёл с поста директора News International. В сентябре 2023 года он объявил о своём уходе с постов председателя правления Fox Corporation и News Corporation.
Многие газеты и телеканалы Мёрдока обвиняются в предвзятости и вводящем в заблуждение освещении с целью поддержки его деловых интересов и политических союзников. Некоторые эксперты приписывают его влиянию важные политические события в Великобритании, США и Австралии.

## Ранняя жизнь
Кит Руперт Мёрдок родился 11 марта 1931 года в Мельбурне, Виктория, Австралия, в семье сэра Кита Мёрдока (1885—1952) и Элизабет Мёрдок (урожденная Грин; 1909—2012). Он имеет английские, ирландские и шотландские корни. Родители Мёрдока также родились в Мельбурне. Кит Мёрдок был военным корреспондентом, а затем и региональным газетным магнатом, владеющим двумя газетами в Аделаиде, Южная Австралия, и радиостанцией в далёком шахтёрском городке, а также председателем Herald and Weekly Times:16. Позже Кит Руперт решил называться своим вторым именем, то есть именем своего деда по материнской линии.
Кит Мёрдок-старший попросил о встрече со своей будущей женой после того, как увидел её фотографию в одной из своих газет, и они поженились в 1928 году, когда ей было 19 лет, а он был на 23 года старше. Помимо Руперта, у пары было три дочери: Джанет Калверт-Джонс, Энн Кантор и Хелен Хэндбери (1929—2004). Мёрдок посещал гимназию Джилонга, где он был соредактором официального школьного журнала The Corian и редактором студенческого журнала If Revived. Он взял команду своей школы по крикету на финал национальных юниоров. Руперт работал неполный рабочий день в The Herald, отец приучал его к семейному бизнесу.
Мёрдок изучал философию, политику и экономику в Вустер-колледже, Оксфорда в Англии. Он хранил бюст Ленина в своей комнате и имел прозвище «Красный Руперт». Мёрдок был членом Лейбористской партии Оксфордского университета:34, работал секретарём Клуба труда и управлял издательством Oxford Student Publications Limited, издававшем студенческую газету Cherwell. Руперт Мёрдок получил степень магистра, а затем два года работал в качестве помощника редактора в Daily Express.
После смерти отца от рака в 1952 году его мать Элизабет вела благотворительную деятельность в качестве пожизненного управляющего Королевской женской больницы в Мельбурне и основала Детский исследовательский институт Мёрдока. В 102 года (в 2011 году) у неё было 74 потомка.

## Деятельность в Австралии и Новой Зеландии

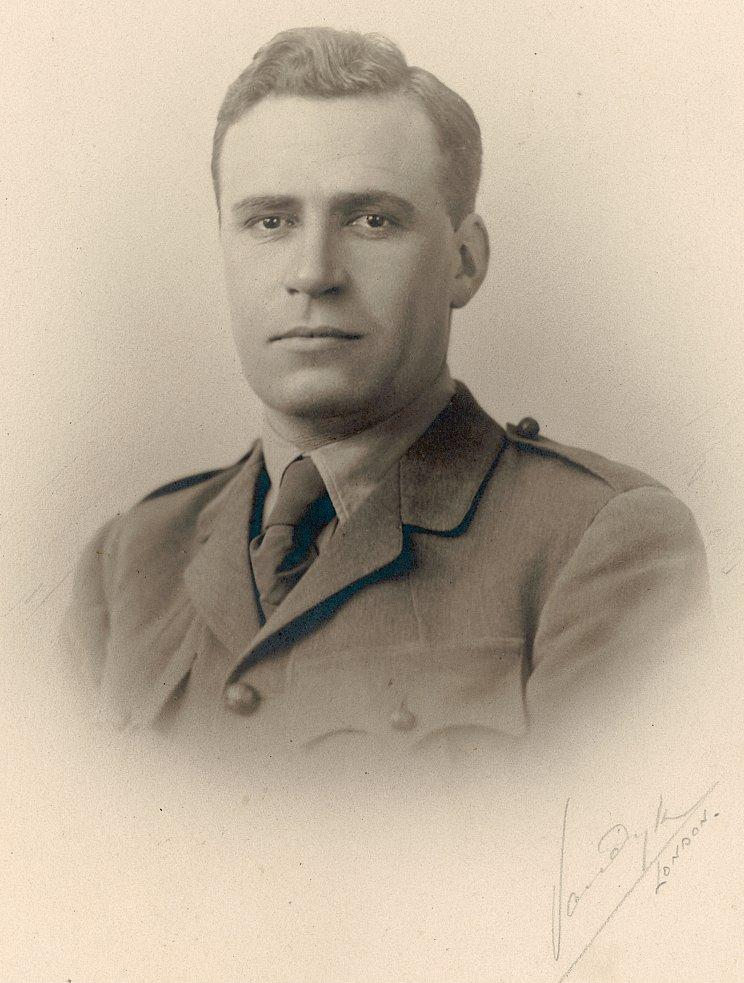
Журналист сэр Кит Мёрдок (1885—1952), отец Руперта Мёрдока.

В 1953 Мёрдок вернулся из Оксфорда, чтобы возглавить то, что осталось от семейного бизнеса. Доля его отца в The Herald пошла на уплату налогов, осталась лишь компания News Limited, созданная в 1923 году:16. Руперту Мёрдоку удалось сделать свою аделаидскую газету, The News, очень успешной. Затем он занялся расширением бизнеса, купив в 1956 году убыточную газету Sunday Times в Перте (Западная Австралия), а в 1960 году — сиднейский таблоид The Daily Mirror. The Economist называл Мёрдока «изобретателем современного таблоида», поскольку он разработал шаблон для своих газет, который включал увеличение освещения спортивных событий и скандалов и использование броских заголовков.
Деятельность Мёрдока вышла за пределы Австралии с покупкой контрольного пакета акций новозеландской ежедневной газеты The Dominion. В январе 1964 года, путешествуя по Новой Зеландии, Мёрдок прочитал о сделке по поглощению газеты Wellington канадским газетным магнатом из Великобритании лордом Томсоном. Он подал встречную заявку на газету. Последовала четырёхсторонняя битва за контроль, в которой 32-летний Мёрдок в конечном итоге добился успеха. Позже в 1964 году Мёрдок запустил The Australian, первую национальную ежедневную газету Австралии, которая базировалась сначала в Канберре, а затем в Сиднее. В 1972 году Мёрдок приобрёл сиднейский утренний таблоид The Daily Telegraph у австралийского медиамагната сэра Фрэнка Пакера, который позже пожалел о продаже этого таблоида Мёрдоку. В 1984 году Мёрдок стал кавалером Ордена Австралии (AC) за заслуги в сфере издательского дела.
В 1999 году Мёрдок значительно расширил свои владения в области звукозаписи в Австралии, приобретя контрольный пакет акций ведущего австралийского независимого лейбла Майкла Гудински Mushroom Records; он объединил его с Festival Records, и в результате получился Festival Mushroom Records (FMR). И Festival, и FMR в течение нескольких лет управлялись сыном Мёрдока Джеймсом.

### Политическая деятельность в Австралии
Мёрдок нашёл политического союзника в лице сэра Джона Макьюэна, лидера Австралийской деревенской партии (теперь известной как Национальная партия Австралии), которая входила в правящую коалицию с более крупной Либеральной партией. С первого выпуска The Australian Мёрдок начал принимать сторону Макьюэна в каждом вопросе, разделявшем давних партнёров по коалиции. Это была проблема, которая грозила расколоть коалиционное правительство и открыть путь для доминирования более сильной лейбористской партии в австралийской политике. Эти события стали началом долгой кампании, которая хорошо послужила Макьюэну.
После того, как Макьюэн и Мензис ушли на пенсию, Мёрдок направил своё растущее влияние в поддержку Австралийской лейбористской партии под руководством Гофа Уитлэма, и она победила на социальной платформе, которая включала всеобщее бесплатное медицинское обслуживание, бесплатное образование для всех австралийцев до высшего уровня, признание Китайской Народной Республики и государственную собственность на нефть, газ и другие минеральные ресурсы Австралии. Поддержка Рупертом Мёрдоком компании Уитлэма оказалась недолгой. Мёрдок основал свою недолговечную газету National Star в Америке и начал расширять своё политическое влияние там.
На вопрос о федеральных выборах 2007 года в Австралии на ежегодном общем собрании News Corporation в Нью-Йорке 19 октября 2007 года её председатель Руперт Мёрдок сказал: «Я не комментирую ничего, имеющего отношение к австралийской политике. Я прошу прощения. У меня всегда возникают проблемы, когда я это делаю». На вопрос, считает ли он, что премьер-министр Джон Говард должен оставаться премьер-министром, он сказал: «Мне больше нечего сказать. Мне очень жаль. Читайте наши передовые статьи. Это будут решать журналисты — редакторы». В 2009 году, в ответ на обвинения премьер-министра Австралии Кевина Радда в том, что News Limited устраивает кровную месть против него и его правительства, Мёрдок высказал мнение, что Радд был «чрезмерно чувствительным». Мёрдок охарактеризовал преемника Говарда, премьер-министра Лейбористской партии Кевина Радда, как «…более амбициозного, чтобы возглавить мир [в решении проблемы изменения климата], чем возглавить Австралию…» и раскритиковал экспансионистскую фискальную политику Радда после финансового кризиса 2007—2008 годов. Хотя интересы News Limited обширны (включали газеты Daily Telegraph, The Courier-Mail и The Advertiser), комментатор Мунго МакКаллум в The Monthly предположил, что «противодействие Радду, если оно вообще было скоординировано, почти наверняка было организовано на местном уровне», а не Мёрдоком, который также занял позицию, отличную от позиции местных редакторов по таким вопросам, как изменение климата и пакеты мер стимулирования для борьбы с финансовым кризисом.
Мёрдок является сторонником республиканской формы правления в Австралии и выступал за неё во время референдума 1999 года.

## Деятельность в Великобритании

### Бизнес-деятельность в Великобритании

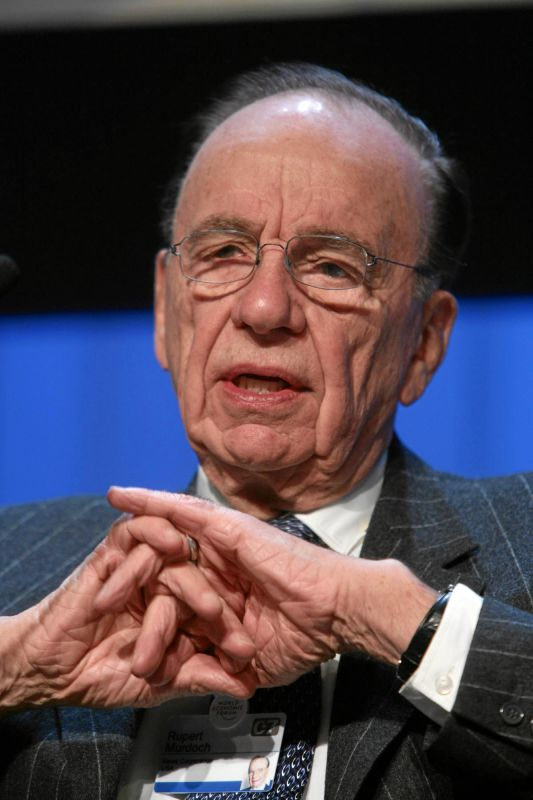
Руперт Мёрдок на ежегодном собрании Всемирного экономического форума в Давосе, 2007 год.

В 1968 году Мёрдок вышел на британский газетный рынок с приобретением News of the World, а в 1969 году была куплена ежедневная газета The Sun у IPC. Мёрдок превратил The Sun в формат таблоида и сократил расходы, используя один и тот же печатный станок для обеих газет. Приобретя её, он назначил Альберта «Ларри» Лэмба редактором и, как позже вспоминал Лэмб, сказал ему: «Я хочу разнузданную газету с большим количеством сисек». В 1997 году The Sun ежедневно читало 10 миллионов человек. В 1981 году Мёрдок приобрёл Times и Sunday Times у канадского газетного издателя Кеннета Томсона. Право собственности на The Times пришло к нему благодаря его личным связям с лордом Томсоном, ранее он потерял на этих газетах много денег из-за забастовок персонала. В свете успеха The Sun владельцы считали, что Мёрдок сможет изменить положение дел. Гарольд Эванс, редактор Sunday Times с 1967 года, был переведён в ежедневную Times, хотя оставался там всего год из-за конфликта с Мёрдоком.
В 1980-е и в начале 1990-х годов публикации Мёрдока в целом поддерживали премьер-министра Великобритании Маргарет Тэтчер. В конце эпохи Тэтчер/Мейджора Мёрдок переключил свою поддержку на Лейбористскую партию и её лидера, Тони Блэра. Близость его отношений с Блэром и их тайные встречи для обсуждения национальной политики могли бы стать политическим вопросом в Великобритании. Однако вскоре это изменилось, когда The Sun в своих английских изданиях публично отказалась от правящего лейбористского правительства и начала поддерживать Консервативную партию и Дэвида Кэмерона, которая вскоре после этого сформировала коалиционное правительство. В Шотландии, где тори потерпели полное поражение в 1997 году, газета начала поддерживать Шотландскую национальную партию (хотя ещё не её флагманскую политику независимости), которая вскоре после этого сформировала первое в истории абсолютное большинство в пропорционально избранный шотландский парламент. Официальный представитель бывшего премьер-министра Гордона Брауна заявил в ноябре 2009 года, что Браун и Мёрдок «регулярно общались» и что «нет ничего необычного в том, что премьер-министр разговаривает с Рупертом Мёрдоком».
В 1986 году Мёрдок начал внедрять компьютеризированную вёрстку своих газет в Австралии, Великобритании и США. Более высокая степень автоматизации привела к значительному сокращению числа сотрудников, вовлеченных в процесс печати. В Англии это вызвало недовольство профсоюзов печатной промышленности, которое выливалось в порой ожесточённые конфликты в Уэппинге, одном из районов лондонских доков, где Мёрдок разместил свою самую передовую типографию. Ожесточенный уэппингский спор начался с увольнения 6000 сотрудников, которые объявили забастовку и привёл к уличным боям и демонстрациям. Многие политические левые в Великобритании утверждали, что правительство консерваторов Маргарет Тэтчер сговорилось с Мёрдоком в деле Уэппинга, чтоб нанести ущерб британскому профсоюзному движению. В 1987 году уволенные рабочие согласились на предложенную им компенсацию в размере 60 миллионов фунтов стерлингов.
В 1998 году Мёрдок предпринял попытку купить футбольный клуб «Манчестер Юнайтед» с предложением в размере 625 миллионов фунтов стерлингов, но ему это не удалось. Это была самая большая сумма, которую когда-либо предлагали за спортивный клуб. Попытка была заблокирована Комиссией по конкуренции, которая заявила, что приобретение «нанесет ущерб конкуренции в индустрии вещания и качеству британского футбола».
Базирующаяся в Великобритании спутниковая сеть Мёрдока Sky Television в первые годы своей работы приносила большие убытки и, как и многие другие начинания Мёрдока, поддерживалась из прибылей других его предприятий. Но, несмотря на это, конкурирующий спутниковый оператор British Satellite Broadcasting согласился на слияние со Sky на условиях Мёрдока в 1990 году. Объединённая компания BSkyB доминировала на британском рынке платного телевидения с тех пор, как занялась спутниковым вещанием direct-to-home. К 1996 году у BSkyB было более 3,6 млн абонентов, что в три раза больше, чем количество абонентов кабельного телевидения в Великобритании.
Мёрдок входит в стратегический консультативный совет Genie Oil and Gas после того, как совместно с лордом Ротшильдом приобрёл 5,5 % акций компании, занимающейся разведкой и добычей сланцевых нефти и газа в Колорадо, Монголии и Израиле, включая оккупированные Голанские высоты.
В ответ на упадок печатных СМИ и растущее влияние онлайн-журналистики в 2000-е годы Мёрдок заявил о своей поддержке модели микроплатежей для получения доходов от новостей в Интернете, хотя некоторые критиковали его за это.
В январе 2018 года CMA заблокировало попытку Мёрдока приобрести оставшиеся 61 % акций BSkyB, которыми он ещё не владел, из-за опасения доминирования на рынке, которое могло бы стать причиной цензуры СМИ. Ему было разрешено выкупить акции BSkyB только после того, как он продал Sky News медиаконгломерату The Walt Disney Company, который также собирался приобрести 21st Century Fox. Однако на аукционе этот пакет акций BSkyB был куплен американской компанией Comcast, после чего Мёрдок продал ей и свои 39 % в BSkyB.
News Corporation имеет дочерние компании на Багамских островах, Каймановых островах, Нормандских островах и Британских Виргинских островах. С 1986 года ежегодные налоговые отчисления News Corporation составляли в среднем около семи процентов её прибыли.

### Политическая деятельность в Великобритании
В Великобритании в 1980-х годах Мёрдок заключил тесный союз с премьер-министром от Консервативной партии Маргарет Тэтчер. В феврале 1981 года, когда Мёрдок, уже будучи владельцем The Sun и The News of the World, попытался купить The Times и The Sunday Times, правительство Тэтчер одобрило его заявку без согласования с Комиссией по монополиям и слияниям, что, однако, было обычной практикой в то время. Хотя факт контактов между ними прямо отрицается в официальной истории The Times, документы, найденные в архивах Тэтчер в 2012 году, показали, что за месяц до этого произошла секретная встреча, на которой Мёрдок проинформировал Тэтчер о своих планах на будущее.
The Sun называет своей заслугой помощь преемнику Тэтчер Джону Мейджору в неожиданной победе на парламентских выборах 1992 года, которые, как ожидалось, должны были закончиться подвешенным парламентом или победой лейбористов, которых тогда возглавлял Нил Киннок.
Лейбористская партия, с тех пор как Тони Блэр стал её лидером в 1994 году, до 1997 года перешла из левоцентристского в более центристскую позицию по многим экономическим вопросам. Мёрдок называет себя политиком-либертарианцем, говоря: «Что означает либертарианство? Максимально возможная индивидуальная ответственность, как можно меньше правительства, как можно меньше правил. Но я не говорю, что это должно быть доведено до абсолютного предела».
В речи, которую он произнес в Нью-Йорке в 2005 году, Мёрдок заявил, что Блэр охарактеризовал освещение BBC катастрофического урагана Катрина, в котором критиковалась реакция администрации Буша, как полное ненависти к Америке.
28 июня 2006 года BBC сообщила, что Мёрдок и News Corporation рассматривают возможность поддержки нового лидера консерваторов Дэвида Кэмерона на следующих всеобщих выборах, до которых ещё четыре года. В более позднем интервью в июле 2006 года, когда его спросили, что он думает о лидере консерваторов, Мёрдок ответил: «Немного». В блоге 2009 года было высказано предположение, что после скандала о прослушивании телефонов в News International, который ещё мог иметь трансатлантические последствия Мёрдок и News Corporation могли бы поддержать Кэмерона. Несмотря на это, между двумя людьми уже произошло совпадение интересов по поводу отключения регулятора связи Великобритании Ofcom.
В августе 2008 года лидер британских консерваторов и будущий премьер-министр Дэвид Кэмерон согласился на бесплатные полёты, чтобы проводить частные переговоры и посещать частные вечеринки с Мёрдоком на его яхте «Розхарти». Кэмерон заявил в декларации о доходах, что он принял полёт на частном самолёте, предоставленный зятем Мёрдока, гуру по связям с общественностью Мэтью Фрейдом; Кэмерон не раскрыл содержания своих разговоров с Мёрдоком. Путешествие на частном самолёте Фрейда Gulfstream IV оценили примерно в 30 000 фунтов стерлингов. Среди других гостей, посетивших «светские мероприятия», были тогдашний комиссар ЕС по торговле лорд Мандельсон, российский олигарх Олег Дерипаска и сопредседатель NBC Universal Бен Сильверман. Консерваторы не раскрывают, о чём были переговоры.
В июле 2011 года выяснилось, что Кэмерон встречался с ключевыми руководителями News Corporation в общей сложности 26 раз за те 14 месяцев, что Кэмерон до этого момента занимал пост премьер-министра. Также сообщалось, что Мёрдок дал Кэмерону личную гарантию того, что приём на работу Энди Коулсона, бывшего редактора News of the World, директором по связям с общественностью Консервативной партии в 2007 году не будет сопряжен с риском. И это несмотря на то, что Коулсон ушёл с поста редактора из-за скандала с прослушиванием телефонов. Кэмерон решил последовать совету Мёрдока, несмотря на предупреждения от заместителя премьер-министра Ника Клегга, Лорда Эшдауна и The Guardian. Коулсон оставил свой пост в 2011 году, а позже был арестован и допрошен по обвинениям в дальнейшей преступной деятельности в News of the World, в частности скандал со взломом телефонов. В результате последующего судебного разбирательства Коулсон был приговорен к 18 месяцам тюремного заключения.
В июне 2016 года The Sun поддержала возможность голосования на референдуме о членстве Великобритании в Европейском союзе. Мёрдок назвал результат Brexit «замечательным», сравнив решение о выходе из ЕС с побегом из тюрьмы.

## Дело News International
В июле 2011 года Мёрдок вместе со своим сыном Джеймсом дал показания перед комитетом британского парламента по поводу прослушивания телефонов. 14 июля комитет по культуре, СМИ и спорту Палаты общин вручил повестки Мёрдоку, его сыну Джеймсу и его бывшему генеральному директору Ребекке Брукс для дачи показаний перед комитетом через пять дней. После первоначального отказа Мёрдоки подтвердили, что будут присутствовать, после того, как комитет направил им вызов в парламент. За день до заседания комитета сайт издания News Corporation The Sun был взломан, и на первой странице была размещена ложная статья, в которой утверждалось, что Мёрдок умер. Мёрдок назвал день комитета «днём самого большого унижения в своей жизни». Он утверждал, что, поскольку он управлял глобальным бизнесом с 53 000 сотрудников и что News of the World составляли «всего 1 %» от этого, он не несёт окончательной ответственности за то, что происходило в таблоиде. Он добавил, что не думал об отставке, и что он и другие топ-менеджеры совершенно не знали о прослушивании.
15 июля Мёрдок посетил в Лондоне семью Милли Даулер и лично извинился за взлом голосовой почты их убитой дочери компанией, которой он владеет. 16 и 17 июля News International опубликовала два полностраничных извинения во многих национальных газетах Великобритании. Первое извинение было в форме письма, подписанного Мёрдоком, в котором он извинился за «серьёзный проступок». Второе было озаглавлено «Исправляем то, что пошло не так» и содержало более подробную информацию о шагах, которые News International предпринимала для решения проблем общественности. После обвинений Мёрдок принял отставку Ребекки Брукс и Леса Хинтона, главы британского газетного подразделения Мёрдока.
27 февраля 2012 года, на следующий день после того, как был опубликован первый выпуск The Sun on Sunday, заместитель помощника комиссара Сью Акерс сообщила Leveson Inquiry, что полиция расследует «сеть коррумпированных чиновников» в рамках их расследования о взломе телефонов и коррупции в полиции. Она сказала, что доказательства свидетельствуют о «культуре незаконных платежей» в The Sun и что эти платежи, якобы произведенные The Sun, были санкционированы на высшем уровне.
В показаниях от 25 апреля Мёрдок не отрицал цитату, которую приписывал ему его бывший редактор Sunday Times Гарольд Эванс: «Я даю инструкции своим редакторам по всему миру, почему бы и в Лондоне не делать то же?». 1 мая 2012 года комитет по культуре, СМИ и спорту опубликовал отчёт, в котором говорилось, что Мёрдок «не подходит для руководства крупной международной компанией».
3 июля 2013 года веб-сайт Exaro и «Channel 4 News» опубликовали историю секретной записи, сделанной журналистами The Sun, В ней можно услышать, как Мёрдок рассказывает им, что всё расследование было сплошной суетой из-за ничего, и что он или его преемники позаботятся о любых журналистах, попавших в тюрьму. Он сказал: «Почему полиция ведёт себя подобным образом? Это самое масштабное расследование за всю историю, и из-за такого пустяка».

## Деятельность в США
Мёрдок сделал своё первое приобретение в США в 1973 году, когда он купил San Antonio Express-News. В 1974 году Мёрдок переехал в Нью-Йорк, чтобы выйти на рынок США; однако он сохранил интересы в Австралии и Великобритании. Вскоре после этого он основал журнал Star, а в 1976 году купил New York Post. 4 сентября 1985 года Мёрдок стал натурализованным гражданином, чтобы удовлетворять юридическому требованию, согласно которому только гражданам США разрешалось владеть американскими телевизионными станциями.
В марте 1984 года Марвин Дэвис продал долю Марка Рича в 20th Century Fox Мёрдоку за 250 миллионов долларов из-за торговых сделок Рича с Ираном, который в то время был под санкциями США. Дэвис позже отказался от партнёрства с Мёрдоком в покупке телевизионных станций Metromedia у Джона Клюге. Руперт Мёрдок купил станции сам, без Марвина Дэвиса, а позже выкупил оставшуюся долю Дэвиса в Fox за 325 миллионов долларов. Шесть телевизионных станций, принадлежащих Metromedia, сформировали ядро Fox Broadcasting Company, основанной 9 октября 1986 года, которая позже имела большой успех с программами, включая «Симпсоны» и «Секретные материалы».
В 1986 году Мёрдок купил Misty Mountain, спроектированный Уоллесом Неффом дом на Анджело-Драйв в Беверли-Хиллз. Дом был бывшей резиденцией Жюля С. Стейна. Мёрдок продал дом своему сыну Джеймсу в 2018 году.
В Австралии в 1987 году он купил The Herald and Weekly Times, компанию, которой когда-то управлял его отец.
20th Century Fox Руперта Мёрдока выкупила оставшиеся активы Four Star Television у Compact Video Рональда Перельмана в 1996 году. Сегодня большая часть библиотеки программ Four Star Television принадлежит 20th Century Fox Television. Большинство приобретений Мёрдока осуществлялись на заёмные средства, и News Corporation накопила долг в размере 7 миллиардов долларов (в основном он приходился на Sky TV в Великобритании), несмотря на больой размер активов корпорации. Высокий уровень долга заставил Мёрдока продать многие американские журналы, которые он приобрёл в середине 1980-х годов.
В 1993 году Fox Network Мёрдока перекупила у CBS эксклюзивные права трансляции Национальной футбольной конференции (NFC) Национальной футбольной лиги (NFL) и увеличила количество программ до семи дней в неделю. В 1995 году Fox стала объектом расследования Федеральной комиссии по связи (FCC) в отношении того, что австралийская регистрация News Ltd. делала незаконным владение Мёрдоком компанией Fox. Однако FCC вынесла решение в пользу Мёрдока, заявив, что его владение Fox отвечает интересам общества. В том же году Мёрдок объявил о сделке с MCI Communications на разработку крупного новостного веб-сайта и журнала The Weekly Standard. Также в том же году News Corporation запустила сеть платного телевидения Foxtel в Австралии в партнёрстве с Telstra. В 1996 году Мёрдок решил выйти на рынок кабельных новостей с Fox News Channel, 24-часовым кабельным новостным каналом. Рейтинговые исследования за 2009 год показали, что на сеть приходилось девять из первой десятки ведущих новостных программ на кабельном телевидении. Руперт Мёрдок и Тед Тёрнер (основатель и бывший владелец CNN) — давние конкуренты. В конце 2003 года Мёрдок приобрёл 34 % акций Hughes Electronics, оператора крупнейшей американской системы спутникового телевидения, DirecTV, у General Motors за 6 миллиардов долларов. Его киностудия Fox сделала мировые хиты «Титаник» и «Аватар».
В 2004 году Мёрдок объявил, что переносит штаб-квартиру News Corporation из Аделаиды (Австралия) в Соединенные Штаты. Регистрация в США нужна была для того, чтобы сделать корпорацию более привлекательной для американских инвестиционных компаний.
20 июля 2005 года News Corporation купила за 580 млн долларов Intermix Media Inc., которая владела Myspace, Imagine Games Network и другими веб-сайтами, посвященными социальным сетям, что сделало Мёрдока крупным игроком на рынке сетевых СМИ. В июне 2011 года Myspace был продан за 35 млн долларов. 11 сентября 2005 года News Corporation объявила, что купит IGN Entertainment за 650 млн долларов.
В мае 2007 года Мёрдок сделал предложение о покупке Dow Jones & Company за 5 млрд долларов. Сначала семья Бэнкрофт, которая владела Dow Jones & Company в течение 105 лет и контролировала в то время 64 % акций, отклонила предложение, однако позже заявила о готовности рассмотреть возможность продажи. Помимо Мёрдока, Associated Press сообщило, что среди других заинтересованных сторон были магнат супермаркетов Рон Бёркл и интернет-предприниматель Брэд Гринспен. В 2007 году Мёрдок приобрёл Dow Jones & Company, что дало ему контроль над такими СМИ, как The Wall Street Journal, Barron's Magazine, Far Eastern Economic Review (базируется в Гонконге) и SmartMoney.
В июне 2014 года компания 21st Century Fox Мёрдока сделала заявку на Time Warner по цене 85 долларов за акцию своими акциями и наличными (всего 80 млрд долларов), которую совет директоров Time Warner отклонил в июле. 5 августа 2014 года компания объявила, что отозвала своё предложение для Time Warner и заявила, что потратит 6 млрд долларов на выкуп собственных акций в течение следующих 12 месяцев.
Мёрдок покинул свой пост генерального директора 21st Century Fox в 2015 году, но продолжал владеть компанией до тех пор, пока она не была приобретена компанией Disney в 2019 году. Ряд телевизионных вещательных активов был выделен в Fox Corporation до приобретения и остались во владении Мёрдока. Сюда входят Fox News, исполнительным директором которой Мёрдок был с 2016 по 2019 год после отставки Роджера Айлза из-за обвинений в сексуальных домогательствах.

### Политическая деятельность в США

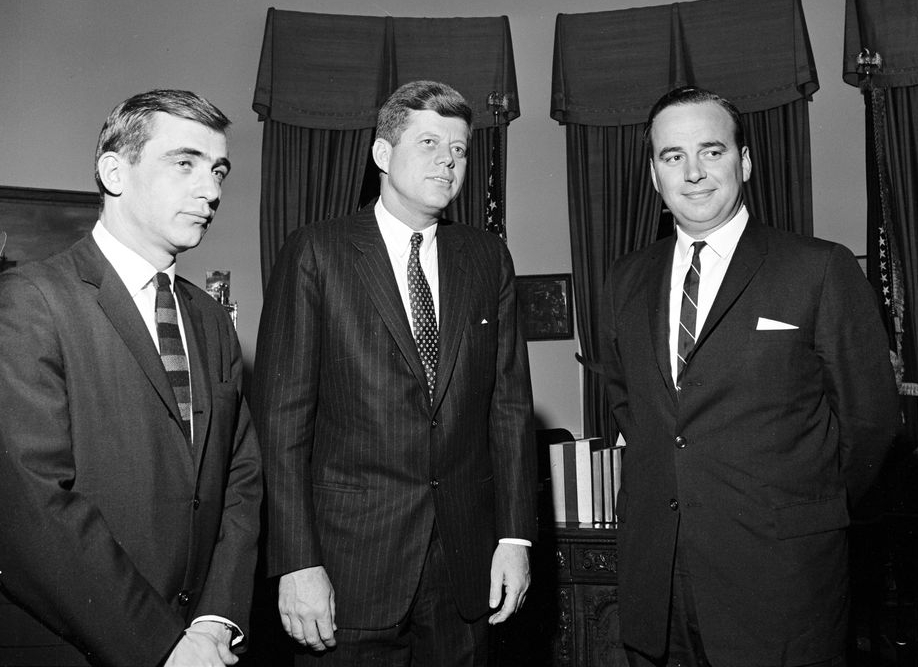
Мёрдок с президентом США Джоном Ф. Кеннеди и Зеллом Рабином в Овальном кабинете в 1961 году.

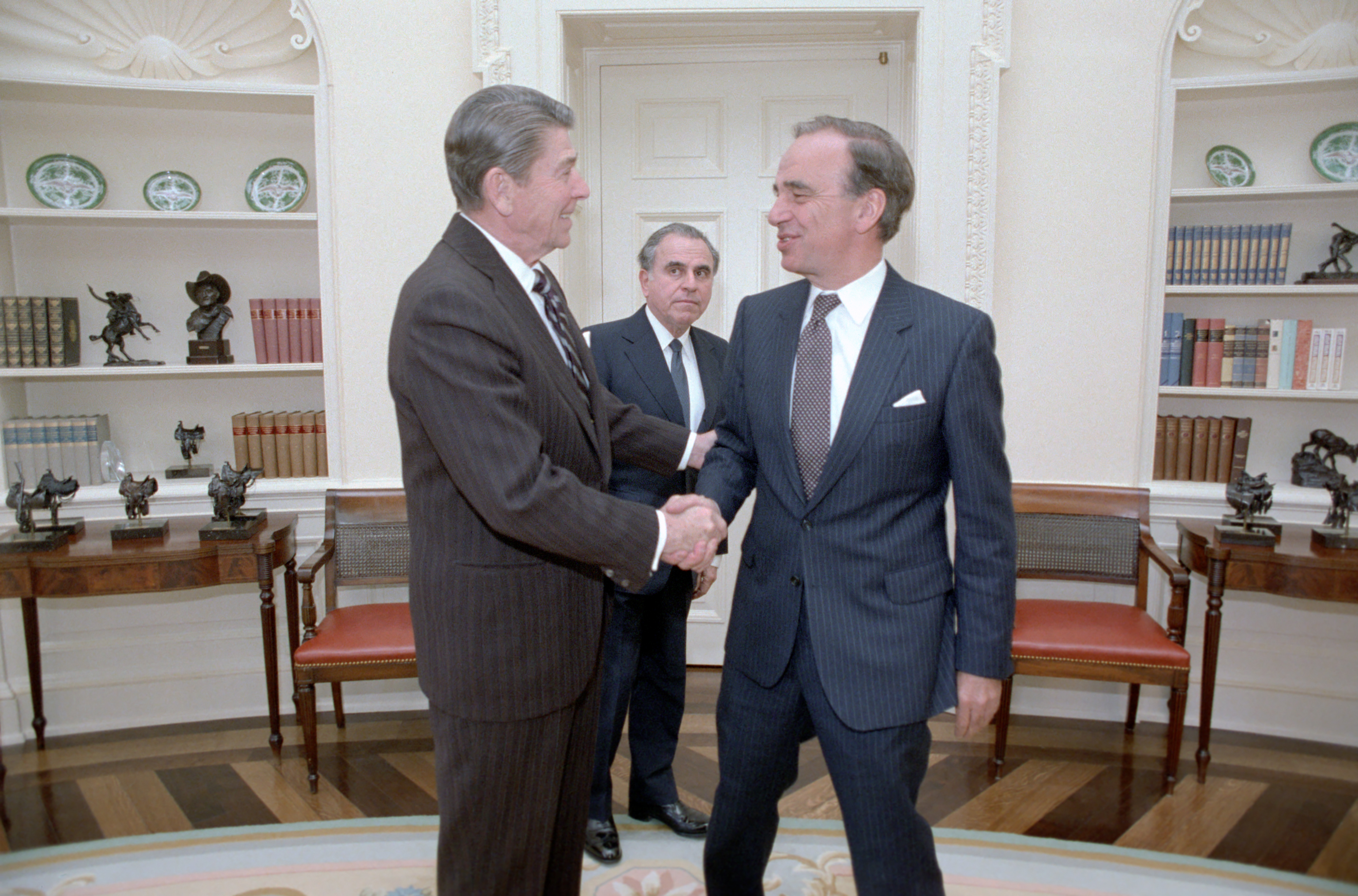
Президент Рональд Рейган во время встречи с Мёрдоком в Овальном кабинете в 1983 году.

Макнайт (2010) выделяет четыре характеристики его медиа-операций: идеология свободного рынка; единые позиции по вопросам государственной политики; глобальные редакционные встречи; критика либерального уклона в других СМИ.
Кен Аулетта в The New Yorker писал, что поддержка Мёрдоком Эдварда Коча, когда он баллотировался на пост мэра Нью-Йорка, «распространилась на страницы новостей The Post, причем газета регулярно публиковала яркие статьи о Коче, а иногда и жестокие отчёты о его четырёх основных противниках».
Согласно «Нью-Йорк Таймс», предвыборная команда Рональда Рейгана приписывала Мёрдоку и газете победу в Нью-Йорке на президентских выборах в США в 1980 году. Позже Рейган «снял запрет на владение телеканалом и газетой на одном рынке», позволив Мёрдоку продолжать контролировать New York Post и Boston Herald и при этом расширять влияние на телевидение.
8 мая 2006 года газета Financial Times сообщила, что Мёрдок будет проводить кампанию по сбору средств для сенатора Хиллари Клинтон для переизбрания в Сенат. В интервью 2008 года Уолту Моссбергу Мёрдока спросили, имеет ли он «какое-либо отношение к одобрению New York Post Барака Обамы на демократических праймериз». Не колеблясь, Мёрдок ответил: «Да. Он рок-звезда. Это фантастика. Мне нравится, что он говорит об образовании. Я не думаю, что он выиграет Флориду […], но он выиграет в Огайо и выборы. Я очень хочу встретиться с ним. Я хочу посмотреть, пойдет ли он». Мёрдок — решительный сторонник Израиля и его внутренней политики.
В 2010 году News Corporation передала 1 миллион долларов Республиканской ассоциации губернаторов и 1 миллион долларов Торговой палате США. Мёрдок также входил в совет директоров либертарианского Института Катона. Он также является сторонником Закона о борьбе с пиратством в Интернете и о защите интеллектуальной собственности.
Мёрдок в целом выступает за более открытую иммиграционную политику в западных странах. В Соединенных Штатах Мёрдок и руководители нескольких крупных корпораций, включая Hewlett-Packard, Boeing и Disney присоединились к мэру Нью-Йорка Майклу Блумбергу, чтобы сформировать «Партнёрство для новой американской экономики», чтобы отстаивать «иммиграционную реформу — включая путь к легальному статусу для всех нелегальных иностранцев, находящихся сейчас в Соединённых Штатах». Коалиция, отражающая собственные взгляды Мёрдока и Блумберга, также выступает за значительное увеличение легальной иммиграции в Соединенные Штаты как средство стимулирования вялой экономики Америки и снижения безработицы. Рецепты иммиграционной политики Партнёрства в значительной степени аналогичны предписаниям Института Катона и Торговой палаты США, которых Мёрдок поддерживал в прошлом.
Редакционная страница Wall Street Journal аналогичным образом ратует за увеличение легальной иммиграции, в отличие от стойкой антииммиграционной позиции британской газеты Мёрдока The Sun. 5 сентября 2010 года Мёрдок дал показания перед Подкомитетом Палаты представителей по иммиграции, гражданству, беженцам, безопасности границ и членству в международном праве о «роли иммиграции в укреплении американской экономики». В своих показаниях Мёрдок призвал к прекращению массовых депортаций и одобрил план «всеобъемлющей иммиграционной реформы», который будет включать путь к гражданству для всех нелегальных иммигрантов.
На выборах 2012 года Мёрдок критически оценил компетентность команды Митта Ромни, но, тем не менее, решительно поддержал республиканцев, написав в Твиттере: «Конечно, я хочу, чтобы он [Ромни] победил, спас нас от социализма и т. д.».
В октябре 2015 года Мёрдок вызвал споры, когда он похвалил кандидата в президенты от республиканцев Бена Карсона и сослался на президента Барака Обаму, написав в Твиттере: «Бен и Кенди Карсон потрясающи. А как насчёт настоящего чернокожего президента, который может должным образом решить проблему расового разрыва? И многое другое». После чего он извинился и написал в Твиттере: «Извиняюсь! Никаких оскорблений. Я лично считаю обоих очаровательными».
С тех пор, как Дональд Трамп стал президентом США, Мёрдок оказывал ему поддержку через новости, транслируемые в его медиа-империи, в том числе на Fox News.
В начале 2018 года Мухаммед ибн Салман Аль Сауд, наследный принц и фактический правитель Саудовской Аравии, устроил личный ужин в поместье Мёрдока в Бель-Эйр в Лос-Анджелесе.

## Деятельность в Европе
Мёрдок владеет контрольным пакетом акций Sky Italia, провайдера спутникового телевидения в Италии. Деловые интересы Мёрдока в Италии были источником разногласий с самого начала. В 2010 году Мёрдок выиграл спор в СМИ с тогдашним премьер-министром Италии Сильвио Берлускони. Судья постановил, что медиа-подразделение тогдашнего премьер-министра Mediaset не позволяло итальянскому подразделению News Corporation Sky Italia покупать рекламу в его телевизионных сетях.

## Деятельность в Азии
В ноябре 1986 года News Corporation приобрела 35 % акций группы South China Morning Post за 105 млн долларов. В то время акции SCMP котировались на Гонконгской фондовой бирже, крупные пакеты акций принадлежали HSBC, Hutchison Whampoa и Dow Jones & Company. В декабре 1986 года Dow Jones & Company предложила News Corporation продать 19 % принадлежащих ей акций SCMP за 57,2 млн долларов, и к 1987 году News Corporation завершила полное поглощение. В сентябре 1993 года News Corporation согласилась продать 34,9 % акций SCMP компании Kerry Media Роберта Куока за 349 млн долларов. В 1994 году News Corporation продала оставшиеся 15,1 % акций гонконгской газеты MUI Group.
В июне 1993 года News Corporation попыталась приобрести 22 % акций TVB, наземной телевизионной компании в Гонконге, за 237 млн долларов, но компании Мёрдока пришлось отказаться от покупки, поскольку правительство Гонконга не желало ослаблять регулирование в отношении иностранного владения вещательными компаниями.
В 1993 году News Corporation приобрела Star TV (переименована в Star в 2001 году), гонконгскую компанию, возглавляемую Ричардом Ли, у Hutchison Whampoa за 1 миллиард долларов, а затем открыла её филиалы по всей Азии. Сделка позволила News International вести вещание из Гонконга в Индию, Китай, Японию и более тридцати других стран Азии, став одной из крупнейших сетей спутникового телевидения на востоке. Однако сделка не сработала, как планировал Мёрдок, потому что китайское правительство наложило на неё ограничения, которые не позволили ей достичь большей части Китая.
В 2009 году News Corporation реорганизовала Star; большинство операции компании в Восточной Азии, Юго-Восточной Азии и на Ближнем Востоке были интегрированы в Fox International Channels, а Star India была выделена в дочернюю компанию (но все ещё в рамках News Corporation).

## Личная жизнь
В мае 2013 года Мёрдок приобрел Moraga Estate, поместье, виноградник и винодельню в Бэль-Эйр, Калифорния.

### Браки

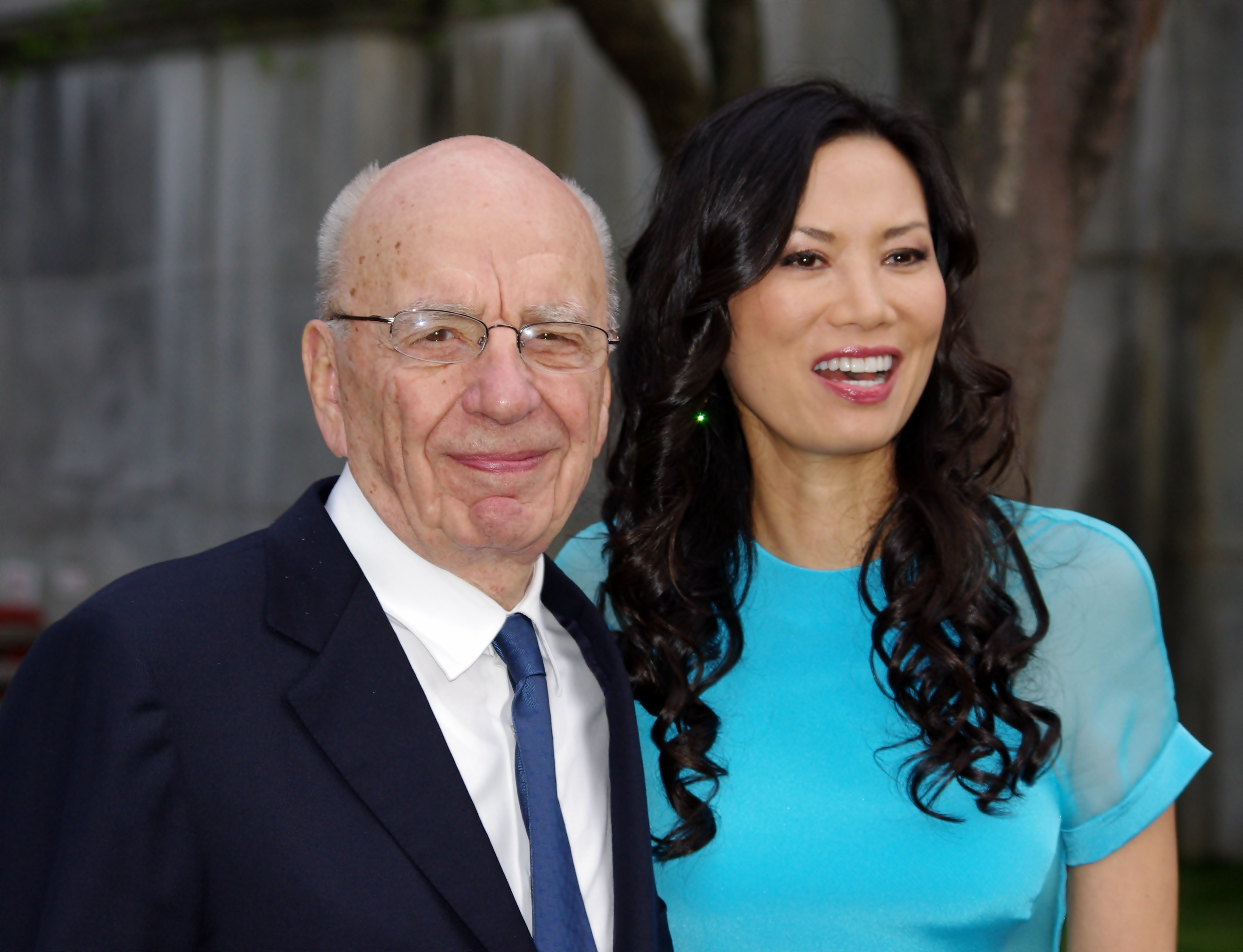
Мёрдок со своей третьей женой Венди в 2011 году

В 1956 году Мёрдок женился на Патриции Букер, бывшей продавщице и стюардессе из Мельбурна; У пары родилась одна дочь, Пруденс в 1958 году. Они развелись в 1967 году.
В 1967 году Мёрдок женился на Анне Манн (урожд. Торв), шотландской журналистке, работавшей в сиднейской газете The Daily Telegraph. В январе 1998 года, за 3 месяца до объявления о разводе с Анной, католичкой, Мёрдок был удостоен звания кавалера ордена Святого Григория Великого. Звание было присуждено Папой Иоанном Павлом II. Хотя Мёрдок часто посещал мессу с Торв, он никогда не обращался в католицизм. У Торв и Мёрдока было трое детей: Элизабет (родилась в Сиднее, Австралия, 22 августа 1968 года), Лаклан (родился в Лондоне, Великобритания, 8 сентября 1971 года), и Джеймс (родился в Лондоне 13 декабря 1972 года). Компании Мёрдока опубликовали два романа его тогдашней жены: «Семейный бизнес» (1988) и «Приходя к соглашению» (1991). Они развелись в июне 1999 года. Анна Мёрдок получила компенсацию в размере 1,2 миллиарда долларов США в активах.
Через 17 дней после развода со своей второй женой, 25 июня 1999 года, Мёрдок, которому тогда было 68 лет, женился на уроженке Китая Венди Денг. Ей было 30 лет, она недавно окончила школу менеджмента в Йеле и была назначена вице-президентом его STAR TV. У них было две дочери: Грейс (2001 г.р.) и Хлоя (2003 г.р.). Всего у Мёрдока шестеро детей. Ближе к концу его брака с Венди слухи о возможной связи с китайской разведкой стали проблематичными для их отношений. Представитель News Corporation 13 июня 2013 года подтвердил, что Мёрдок подал на развод с Денг в Нью-Йорке, США. По словам пресс-секретаря, брак был расторгнут спустя больше чем шесть месяцев. Мёрдок также прекратил свою давнюю дружбу с Тони Блэром после того, как заподозрил его в романе с Денг, пока они были женаты.

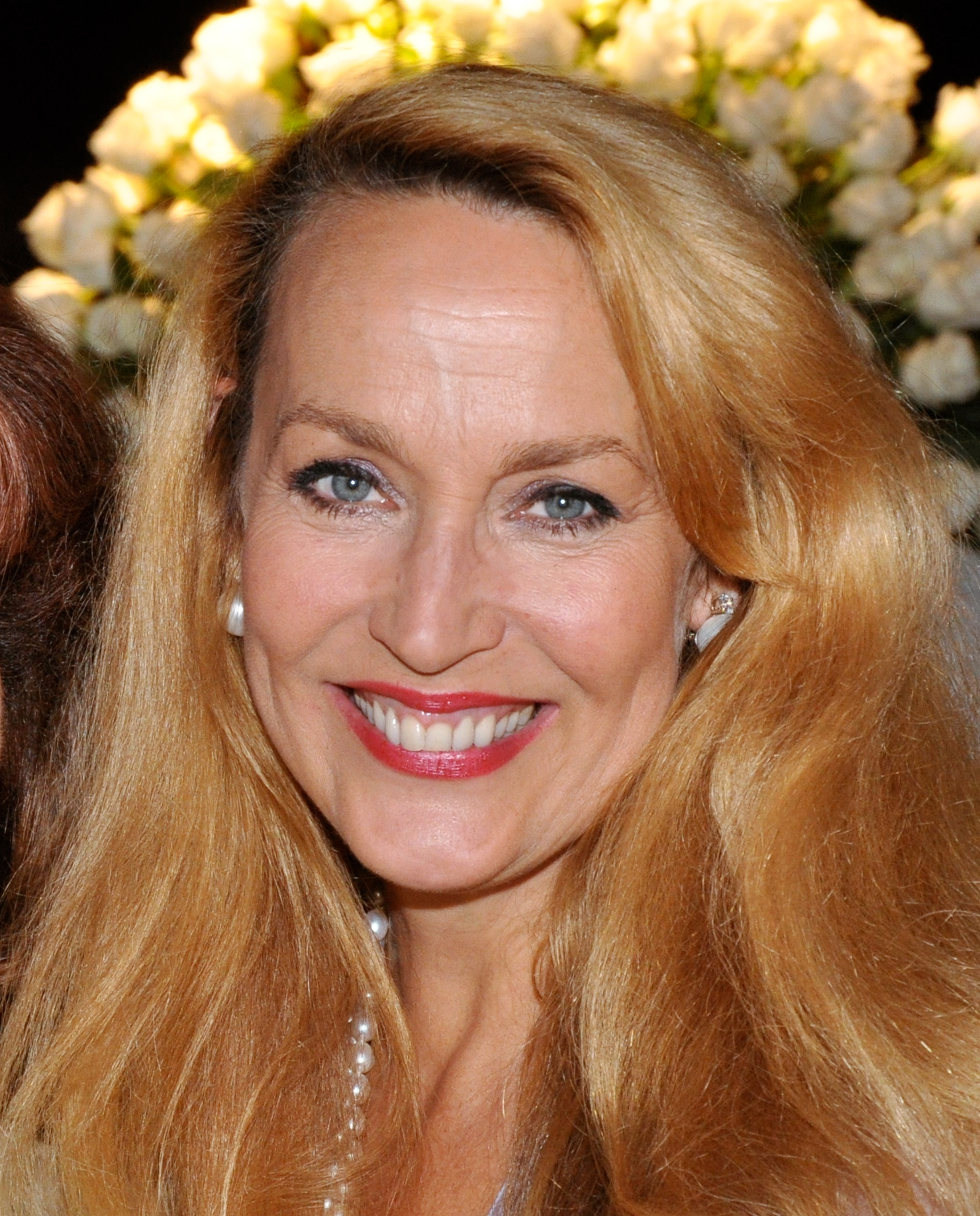
Джерри Холл, четвёртая жена Мёрдока, на которой он женился в марте 2016 года (фотография 2009 года)

Мёрдок объявил о своей помолвке с бывшей моделью Джерри Холл в заметке в газете The Times 11 января 2016 года. 4 марта 2016 года Мёрдок, за неделю до своего 85-летия, и 59-летняя Холл поженились в Лондоне, в Спенсер-хаус; это четвёртый брак Мёрдока.
В 2022 году Мёрдок расстался с Джерри Холл. Однако уже в марте 2023 года Мёрдок планировал жениться в пятый раз — на экс-капеллане полиции Энн Лесли Смит. В начале апреля 2023 Мёрдок внезапно объявил об отмене помолвки, так как «евангелические взгляды будущей жены вызвали у него дискомфорт».
1 июня 2024 года Руперт Мёрдок женился на Елене Жуковой, которая известна тем, что ранее была женой российского миллиардера Александра Жукова, а её дочь — модель Дарья Жукова, на которой с 2008 по 2017 был женат Роман Абрамович.

### Дети
У Мёрдока шестеро детей. Его старшая дочь, Пруденс Маклауд, была назначена 28 января 2011 года в совет директоров Times Newspapers Ltd, входящей в News International, издающей The Times и The Sunday Times. Старший сын Мёрдока Лаклан, бывший заместитель главного операционного директора в News Corporation и издатель New York Post, был наследником Мёрдока перед уходом в отставку с руководящих постов в глобальной медиа-компании в конце июля 2005 года. После ухода Лаклана Джеймс Мёрдок, главный исполнительный директор службы спутникового телевидения British Sky Broadcasting с ноября 2003 года, стал единственным сыном Мёрдока, который до сих пор принимает непосредственное участие в деятельности компании, хотя Лаклан согласился остаться в совете директоров News Corporation.
После окончания Вассарского колледжа и свадьбы с одноклассником Элькином Квеси Пианимом (сыне ганского финансового и политического магната Кваме Пианима) в 1993 году дочь Мёрдока Элизабет и её муж приобрели пару телевизионных станций, связанных с NBC, в Калифорнии, KSBW и KSBY, взяв ссуду в размере 35 миллионов долларов США у отца. Быстро реорганизовав и перепродав их с прибылью в 12 миллионов долларов в 1995 году, Элизабет стала неожиданным соперником для своих братьев за возможное лидерство в издательской династии. Но после развода с Пианимом в 1998 году и публичной ссоры со своим наставником Сэмом Чизхолмом в BSkyB, она сама решила работать теле- и кинопродюсером в Лондоне. С тех пор она добилась независимого успеха вместе со своим вторым мужем, Мэтью Фрейдом, правнуком Зигмунда Фрейда, с которым она познакомилась в 1997 году и вышла замуж в 2001 году.
Некоторое время американский предприниматель кабельного телевидения Джон Мэлоун был вторым по величине голосующим акционером News Corporation после самого Мёрдока, что потенциально могло подорвать семейный контроль над корпорацией. В 2007 году компания объявила, что продаст определённые активы и отдаст деньги компании Мэлоуна в обмен на её акции. В 2007 году компания выпустила голосующие акции для детей старшего возраста Мёрдока.
У Мёрдока двое детей от Венди Денг: Грейс (род. в Нью-Йорке 19 ноября 2001 года) и Хлоя (род. в Нью-Йорке 17 июля 2003 года). В сентябре 2011 года выяснилось, что крёстным отцом Грейс является Тони Блэр. Сообщается, что между Мёрдоком и его старшими детьми возникли трения по поводу условий доверительного управления семейной 28,5%-ной долей в News Corporation, оцениваемой в 2005 году в 6,1 миллиарда долларов. В доверительном управлении его дети от Венди Денг участвуют в доходах от акций, но не имеют права голоса или контроля над акциями. Право голоса в акции делится 50/50 между Мёрдоком, с одной стороны, и его детьми от его первых двух браков. Право голоса Мёрдока не подлежит передаче, но истекает после его смерти, и тогда акциями будут управлять исключительно его дети от предыдущих браков, хотя их сводные братья и сестры будут продолжать получать свою долю дохода от этого. Мёрдок заявляет о желании, чтобы его дети от Денг контролировали акции, пропорциональные их финансовой заинтересованности в них (что означало бы, что если Мёрдок умрёт и хотя бы одна из дочерей является несовершеннолетней, то Денг будет осуществлять этот контроль). Похоже, что у него нет серьёзных юридических оснований для оспаривания нынешнего соглашения, и как бывшая жена Анна, так и их трое детей, как утверждается, категорически сопротивляются любым таким изменениям.

## Изображение на телевидении, в кино, в книгах и музыке
Мёрдок и конкурирующий газетный и издательский магнат Роберт Максвелл были прототипами персонажей Кейта Таунсенд и Ричарда Армстронга романа «Четвёртое сословие» британского писателя и бывшего члена парламента Джеффри Арчера.
Было высказано предположение, что персонаж Эллиот Карвер, глобальный медиамагнат и главный злодей в фильме 1997 года о Джеймсе Бонде «Завтра не умрёт никогда», основан на Мёрдоке. Сценарист фильма Брюс Фейрштейн заявил, что Карвера на самом деле вдохновил британский пресс-магнат Роберт Максвелл, который был одним из конкурентов Мёрдока.
Каждый раз, когда барабанщик и вокалист The Eagles Дон Хенли исполняет свой сольную песню 1981 года Dirty Laundry, которая прямо критикует то, что (по мнению Хенли) индустрия новостей предпочитает стиль и сенсационность содержанию и надлежащей журналистике, он говорит, что «хотел бы посвятить эту песню г-ну Руперту Мёрдоку».
В фильме 1997 года «Свирепые создания», персонаж Рода Маккейна (инициалы Р. М.), героя Octopus Inc., скорее всего, смоделирован по образу Мёрдока.
В 1999 году принадлежащий Теду Тёрнеру канал TBS показал оригинальный ситком «Канал Шимпанзе». В нём приняли участие актёры-обезьяны и персонаж-ветеран австралийского телевидения Гарри Уоллер. Персонаж описывается как "самодельный газиллионер с бизнес-интересами во всех сферах деятельности. Он владеет газетами, гостиничными сетями, спортивными франшизами и генетическими технологиями, а также всеми любимым кабельным телеканалом The Chimp Channel. Считается, что Уоллер является пародией на Мёрдока, давнего конкурента Тёрнера.
В 2004 году фильм Outfoxed включал множество интервью, в которых Fox News обвиняла журналистов в том, что они заставляют репортёров освещать новости однобоко, чтобы повлиять на политические взгляды зрителей.
В 2012 году в сатирическом шоу Hacks, транслировавшемся на британском Channel 4, было проведено очевидное сравнение с Мёрдоком с использованием вымышленного персонажа «Stanhope Feast», которого сыграл Майкл Китчен, а также других центральные фигуры в скандале со взломом телефонов.
В фильме 2013 года «Телеведущий 2: И снова здравствуйте» изображен австралийский персонаж, вдохновленный Рупертом Мёрдоком, который владеет новостным кабельным телеканалом.
В романе «Данбар» Эдварда Сент-Обина одноимённый главный герой, по крайней мере, частично вдохновлен Мёрдоком.
Мёрдок был частью вдохновения для Логана Роя, главного героя телесериала «Наследники», которого играл Брайан Кокс.
Мёрдока играет Малкольм Мадауэлл в фильме «Скандал».

## Влияние, богатство и репутация

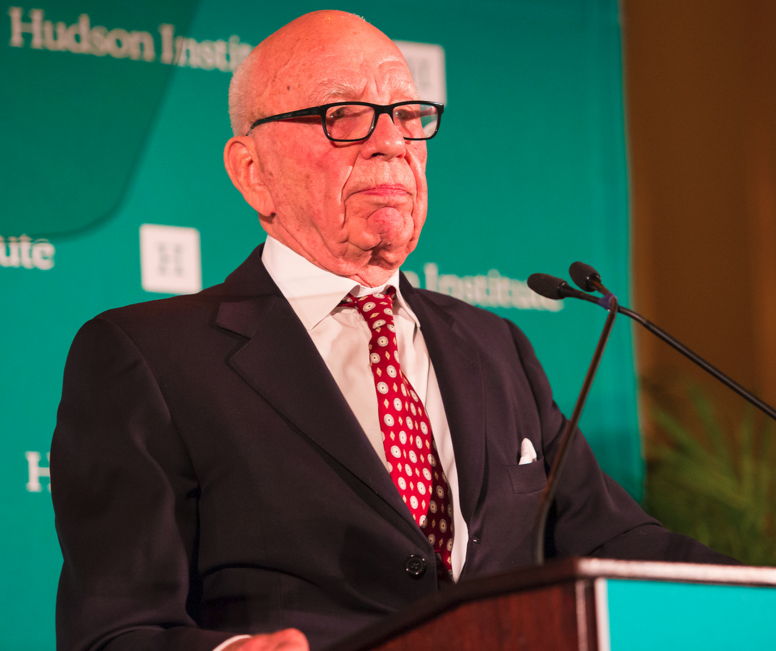
Мёрдок принимает в ноябре 2015 года награду Global Leadership Award от Института Хадсона.

Согласно списку миллиардеров мира Forbes, Мёрдок занимал 34-е место в списке самых богатых людей в США и 96-е место в списке самых богатых людей в мире с чистым капиталом в 13,1 млрд долларов США по состоянию на февраль 2017 года. В 2016 году «Форбс» поставил «Руперта Мёрдока и семью» на 35-е место среди самых влиятельных людей в мире. Позже, в 2019 году, Руперт Мёрдок и его семья заняли 52-е место в ежегодном списке миллиардеров мира Forbes.
В 2003 году Мёрдок купил Rosehearty, дом с 11 спальнями в поместье площадью 5 акров на набережной в Сентер-Айленд (Нью-Йорк).
В августе 2013 года Терри Флю, профессор СМИ и коммуникаций в Технологическом университете Квинсленда, написал статью для Conversation, в которой он подтвердил утверждение бывшего премьер-министра Австралии Кевина Радда, что Мёрдок владел 70 % австралийских газет в 2011 году. Статья Флю показала, что News Corp Australia владела 23 % национальных газет в 2011 году, согласно Finkelstein Review of Media and Media Regulation, но на момент публикации статьи на газеты корпорации приходилось 59 % продаж всех ежедневных газет с еженедельными продажами 17,3 миллиона экземпляров.
В связи со свидетельством Мёрдока в Leveson Inquiry «об этике британской прессы» редактор Newsweek International Тунку Варадараджан назвал его «человеком, чьё имя является синонимом неэтичных газет».
Газеты News Corp обвинялись в поддержке кампании австралийского либерального правительства и влиянии на общественное мнение во время федеральных выборов 2013 года. После объявления о победе Либеральной партии на избирательных участках Мёрдок написал в Твиттере: «Австралийская избирательная общественность устала от работников государственного сектора и фальшивых благотворителей, высасывающих жизнь из экономики. Другие страны должны последовать со временем».
В ноябре 2015 года бывший премьер-министр Австралии Тони Эбботт сказал, что Мёрдок «возможно, оказал большее влияние на мир в целом, чем любой другой живущий австралиец».
В конце 2015 года журналист The Wall Street Journal Джон Керрейру начал серию статей о Theranos, стартапе по анализу крови, основанном Элизабет Холмс, который поставил под сомнение её заявление о возможности проводить широкий спектр лабораторных тестов на крошечной пробе крови из укола пальца. Холмс обратилась к Мёрдоку, чья медиа-империя включает в себя работодателя Керрейру, The Wall Street Journal, чтобы прекратить эту серию статей. Мёрдок, который стал крупнейшим инвестором в Theranos в 2015 году в результате вливания 125 млн долларов, отклонил запрос Холмс, заявив, что «он доверяет редакции газеты, чтобы справиться с этим вопросом».